# Отфор, Эмманюэль-Дьёдонне д’
Эмманюэль-Дьёдонне д’Отфор (фр. Emmanuel-Dieudonné d'Hautefort; 13 февраля 1700 — 30 января 1777) — французский генерал и дипломат, рыцарь орденов короля (2.02.1751).

## Биография
Второй сын Луи-Шарля д’Отфора, маркиза де Сюрвиля, и Анн Луиз де Креван. Маркиз д’Отфор, де Сюрвиль и де Сарсель, граф де Монтиньяк, виконт де Сегюр, барон де Тенон, де Жюльяк, де Ла Флотт и де Беерикур, сеньор де Ла Бори, Бельгард, Савиньяк и пр.
9 августа 1700 принят в рыцари Мальтийского ордена, в Великую Приорию Франции. Именовался шевалье, затем графом и маркизом де Сюрвиль, 8 июля 1727 унаследовал от бездетного дяди все владения дома д’Отфор.
На службу поступил 31 августа 1717 прапорщиком в полк Конде, был произведен в капитаны, 28 марта 1719 стал подполковником. 1 сентября 1719 назначен полковником этого полка, а 28-го, после смерти старшего брата, унаследовал его чин подполковника в том же полку и титул графа де Сюрвиль.
Командовал полком Конде в лагере на Мозеле в 1727, при осаде Джера-д’Адды, Пиццигеттоне и Миланского замка во время итальянской кампании 1733, а в 1734 при взятии Тортоны и Новары, атаке при Колорно и битве при Парме, где был контужен и получил огнестрельное ранение в руку.
1 августа 1734 произведен в бригадиры, командовал бригадой в битве при Гуасталле, в 1735 при осадах Реджо, Реджоло и Гонзаги. Вернулся во Францию с полком Конде в августе 1736.
1 января 1740 произведен в лагерные маршалы, оставил свой полк и с началом войны за Австрийское наследство 1 августа 1741 был назначен в Рейнскую армию маршала Мальбуа. В составе третьей дивизии выступил в поход в Вестфалию, затем в течение зимы находился под командованием графа де Лютто в Кемпене, в Кёльнском курфюршестве.
В августе 1742 со второй дивизией Рейнской армии выступил к границам Богемии, участвовал во взятии Элленбогена, оказании помощи Браунау, снабжении продовольствием Эгера и других акциях.
Вернулся во Францию вместе с армией в июле 1743. 1 августа был направлен под начало своего тестя герцога д’Аркура в Седан, где и закончил кампанию.
1 апреля 1744 определен во Фландрскую армию короля, участвовал в осадах Менена и Ипра. 1 июля перешел под командование Морица Саксонского, закончил кампанию в лагере Куртре. Вышел в отставку по болезни.
12 июня 1749 назначен послом в Вену, отправился туда в ноябре. 2 февраля 1751 стал рыцарем орденов короля с позволением носить ленту ордена Святого Духа, которую получил по возвращении из посольства 1 января 1753.

## Семья
1-я жена (11.09.1727): Рен Мадлен де Дюрфор де Дюрас (1713—1737), дочь Жана-Батиста де Дюрфора, герцога де Дюраса, и Анжелик Виктуар де Бурнонвиль
Сын:
- Жан Луи Эммануэль д’Отфор (1728—1731)

2-я жена (6.06.1738): Франсуаз-Клер д’Аркур (12.05.1718 — 9.05.1751), дочь герцога Франсуа д’Аркура (1689—1750) и Мари-Мадлен Ле Телье (1698—1735)
Дети:
- Франсуаз Габриель д’Отфор (1739—1796), называемая Мадмуазель д’Отфор
- Арман д'Отфор (1741—1805), маркиз д’Отфор. Жена 1) (3.02.1761, развод): Мария Амелия Каролина Йозефа Ксавьера фон Виттельсбах (1744—1820), дочь Эммануэля Франсуа Жозефа, графа Баварского (1695—1747) и Марии Йозефины, графини фон Хоэнфельс (1720—1797); 2) (9.08.1796): Анн Мишель Юе (ок. 1770—1805)
- Аделаид Габриель д’Отфор (1742—1767), называемая Мадмуазель де Жюльяк. Муж (29.02.1764): Луи Антуан Софи де Виньеро дю Плесси, герцог де Ришельё (1736—1791)
- Аделаид Жюли д’Отфор (1743—1783), называемая Мадмуазель де Монтиньяк. Муж (14.04.1765): Луи Жозеф де Майи-Нель, маркиз де Нель (1744—1810)
- Аделаид Розалии д’Отфор (1745—), называемая Мадмуазель де Шампьё. Муж: Жак Габриель Шат де Растиньяк (1736—1792), мушкетёр королевской гвардии
- Агат Фелисите д’Отфор (1746—), называемая Мадмуазель де Беерикур
- Абрахам Фредерик д’Отфор (1748—1794), граф д’Отфор. Жена (18.04.1773): Мари-Бертрад д’Отфор-Помападур де Водр (1747—1794), дочь Жана-Луи д’Отфора, графа де Водра, и Анн Мари да Ла Бом де Форсак